# Семёнов, Сергей Яковлевич
Сергей Яковлевич Семёнов (род. 28 июля 1925) — передовик советского морского флота, электромеханик парохода «Балашов» Латвийского морского пароходства Министерства морского флота СССР, город Рига, Герой Социалистического Труда (1971).

## Биография
Родился 28 июля 1925 года в деревне Большой Мутор, ныне Касимовского района Рязанской области. В 1942 году во время Великой Отечественной войны, после окончания ремесленного училища, был направлен на работу электриком на Шатурскую ГРЭС в городе Шатура Московской области. В 1945 году в числе лучших специалистов бы направлен в командировку в Германию для восстановления разрушенных электростанций.  
В 1946 году, вернувшись из Германии, направлен в Латвийскую ССР, где шёл процесс восстановления торгового флота. Окончив учебные курсы стал работать матросом, а затем электриком на пароходе «Эвероланда». С 1953 по 1956 годы работал на пароходе «Калининград» Балтийского морского пароходства. С 1954 года член КПСС.
С 1956 года вновь пришёл работать в Латвийское морское пароходство. 25 лет отработал электромехаником парохода «Балашов». В 1962 году завершил обучение на курсах электромехаников, а в 1968 году окончил обучение в Ленинградском арктическом училище. 
Огромное внимание уделял безопасности в работе с электроприборами на пароходе. Внёс предложение организовать курсы электриков прямо на пароходе, что способствовало быстрой подготовке специалистов-электриков и электромехаников. Одним из первых был удостоен звания «Ударник коммунистического труда».       
Указом Президиума Верховного Совета СССР от 4 мая 1971 года за выдающиеся успехи достигнутые в выполнении заданий пятилетнего плана развития морского транспорта Сергею Яковлевичу Семёнову присвоено звание Героя Социалистического Труда с вручением ордена Ленина и золотой медали «Серп и Молот».
В 1981 году по состоянию здоровья перешёл на береговую работу, трудился слесарем-наладчиком. Позже вышел на заслуженный отдых.
Проживает в городе Рига, Латвия.

## Награды
За трудовые успехи удостоен:
- золотая звезда «Серп и Молот» (04.05.1971)
- орден Ленина (04.05.1971)
- Орден Трудового Красного Знамени (03.08.1960)
- другие медали.